# August De Decker-Lemaire

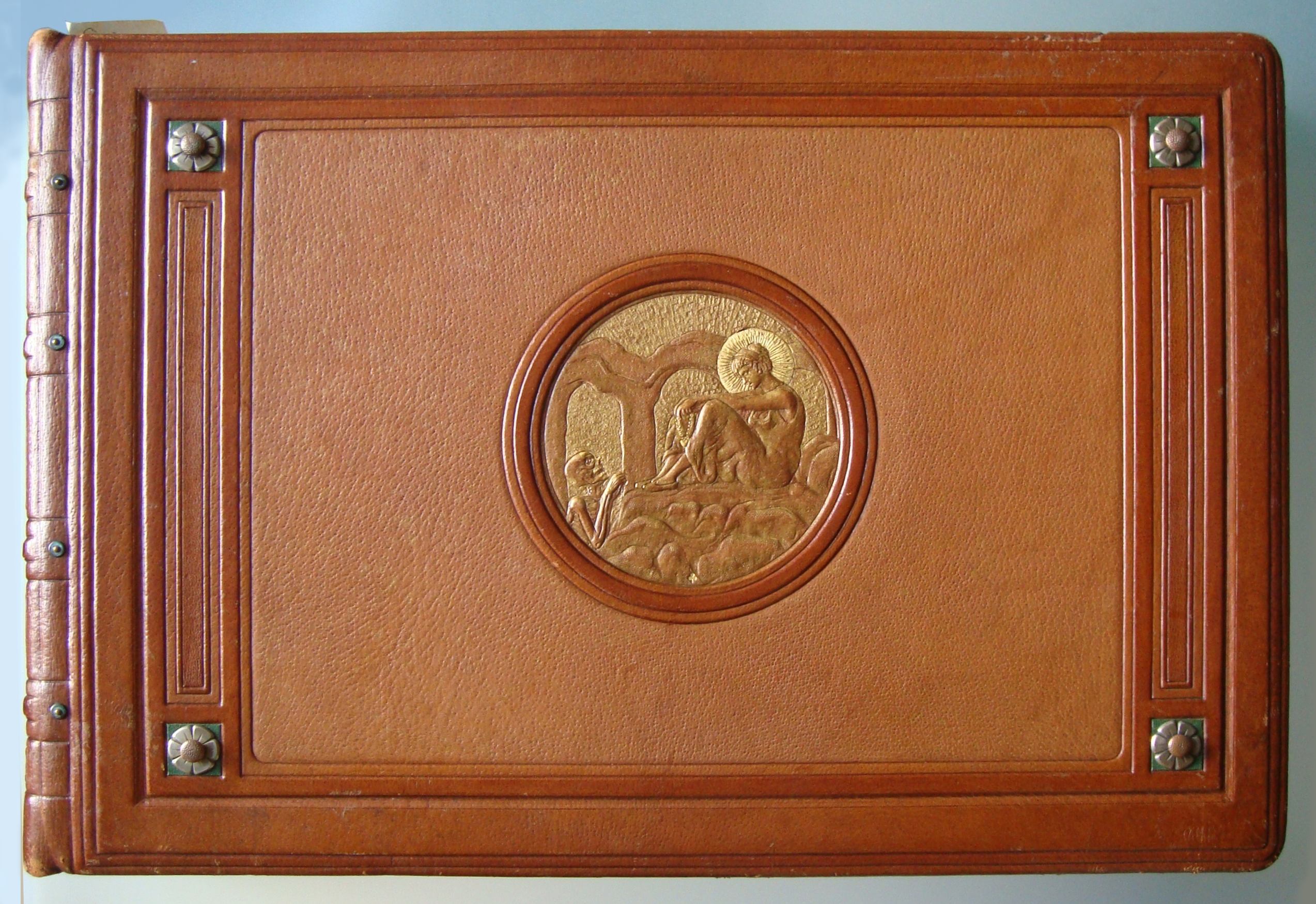
Boekband van August De Decker-Lemaire voor illustraties van Jan Frans De Boever voor "Les Fleurs du mal" van Charles Baudelaire.

August De Decker (Gent, 14 september 1855 – 15 februari 1940) stamde uit een Gentse boekbindersfamilie. Teneinde zich te onderscheiden van naamgenoten in het vak, voegde hij bij zijn huwelijk in 1892 met Joanna Lemaire haar familienaam toe aan de zijne. 
Toen zijn vader in 1876 overleed, nam August op twintigjarige leeftijd zonder veel opleiding het atelier van zijn vader noodgedwongen over. Hij had echter meer artistieke aanleg, en het routinewerk van het vak interesseerde hem maar matig.
Door het restaureren van een oude lederen boekband in 1885 maakte hij kennis met de techniek van het lederdrijven, een techniek die al in de vijftiende eeuw voor boekbanden helemaal verdrongen was door de gemakkelijker techniek van het slaan van blindstempels op het leder in combinatie met het aanbrengen van verguldsel. Door zelfstudie bekwaamde De Decker zich in die techniek, en hij begon boekbanden te maken in kalfsleder, zeemleder, marokijnleder met mozaïek en vooral in zeugleder.  
In 1906 liet hij zijn atelier met de routineopdrachten over aan een opvolger, om zich uitsluitend toe te leggen op het artistiek boekbinden door het aanbrengen van motieven in lederdrijfwerk, dat vervolgens gehoogd werd met kleur, met verguldsel en met edelsmeedwerk.
Hij kreeg prestigieuze opdrachten van overheidsinstellingen voor gulden boeken, alsook van kunstverzamelaars en van bibliofielen voor boekbanden naar ontwerpen van kunstenaars als Armand Heins, Geo Verbanck of Jan Frans De Boever, en met medewerking van edelsmeden als Edouard Bourdon en Richard De Meyer.
Hij verwierf een zekere beruchtheid in 1933 toen hij een boekband ontwierp van mensenhuid voor een anonieme collectioneur.
In 1935 trok hij zich terug uit zijn beroepsactiviteit als boekbinder, om nog slechts sporadisch een boekband te ontwerpen op uitdrukkelijke vraag van goede kennissen.
Zijn boekbanden in gedreven leder worden gekoesterd door verzamelaars, en vrij veel exemplaren worden bewaard in de secties "kostbare werken" van bibliotheken en archieven.
- Gemeinsame Normdatei: 1028857802
- International Standard Name Identifier: 0000 0003 8883 4570
- Library of Congress Control Number: nb2014014788
- Nederlandse Thesaurus van Auteursnamen: 148820522
- Virtual International Authority File: 282128821
- WorldCat: E39PBJy8wGpBbDFfVfcq7r7fv3